# مقاطعة تارانت (تكساس)
مقاطعة تارانت (بالإنجليزية: Tarrant  County)‏ هي إحدى المقاطعات في ولاية تكساس، الولايات المتحدة الأمريكية، يبلغ عدد سكانها 1,809,034 نسمة طبقا لإحصاء عام 2010؛ محتلة بذلك المركز السادس عشر في قائمة أكثر المقاطعات الأمريكية سكانا .

موقع المقاطعة في ولاية تكساس

## أعلام
- إيثان كاوتش
- آرون ديسميوك
- ريكي لي غرين
- توم إي. هوف